# Régiment de la Calotte
Das Régiment de la Calotte (deutsch die Kalottisten) war eine französische Narrenvereinigung, die 1702 von Phillipe Emmanuel de La Place de Torsac und Étienne Isidore Théophile Aymon gegründet wurde. Sie bildete durch das Anprangern von närrischem Verhalten eine Art Sittenpolizei, ähnlich wie die Babinische Republik.

## Geschichte
Das Regiment war eine Art informelle Bruderschaft, die Narrenauszeichnungen an Mächtige und Höflinge ausstellte, die sich lächerlich gemacht hatten.
Die Kalotte, auf die im Namen Bezug genommen wird, ist nicht die kirchliche (Pileolus), sondern die „Calotte de Plomb“, die bleierne Mütze (veralteter französischer Ausdruck für „jemanden niederschlagen“), der man früher nachsagte, dass sie die Frisur desjenigen in Form bringen würde, der sich durch einen „leichten Kopf“ mit seinen Ideen behaupten konnte – der also mit Humor ein Problem lösen konnte. Als Mitglied wurde vorgeschlagen, wer sich in einer Situation durch eine unübliche und aus dem Rahmen der Höflichkeit oder des Anstandes fallender Weise aus einer Affäre gezogen hatte. Lehnte der Vorgeschlagene die Nomination und damit die Aufnahme ab oder verweigerte die ihm aufgetragene Sühnearbeit, wurde er von allen für lächerlich erklärt. Die Gesellschaft verlieh diverse Abzeichen und Patente in Form von Narrensymbolen wie Glocken und Schellen. Als Mitglied vorgeschlagen zu werden, war also alles andere als eine Ehre, womit sich das Regiment deutlich von anderen Narrenverbänden unterschied.
Die Kalottisten waren unter der Regentschaft Ludwig XIV. und zu Beginn derjenigen von Ludwig XV. sehr aktiv. Die Aktivitäten wurden unter dem Einfluss der Machtübernahme von Madame de Pompadour nach und nach reduziert und schließlich unter dem Ministerium von Kardinal André-Hercule de Fleury völlig eingestellt.
Der Abt Pierre François Guyot Desfontaines und Guillaume Plantavit de La Pause waren die wichtigsten Autoren der Mémoires pour servir à l'histoire de la Calotte, der Aufzeichnungen um die Geschichte der Kalotte. Die satirischen Handschriften zirkulierten zwischen 1702 und 1725 und wurden im Jahr 1732 gedruckt. Als fiktive Adresse stand in den Bänden:

« Moropolis, Chez le Libraire de Momus, à l'enseigne du Jésuite démasqué »

„Moropolis, bei der Bibliothek von Momus, im Zeichen des enttarnten Jesuiten“

## Leitsprüche
1. Favet momus, luna influit
2. Ridere regna est